# Odell (Illinois)
Odell es una villa ubicada en el condado de Livingston en el estado estadounidense de Illinois. En el Censo de 2010 tenía una población de 1046 habitantes y una densidad poblacional de 357,08 personas por km².

## Geografía
Odell se encuentra ubicada en las coordenadas 41°0′7″N 88°31′18″O / 41.00194, -88.52167. Según la Oficina del Censo de los Estados Unidos, Odell tiene una superficie total de 2.93 km², de la cual 2.89 km² corresponden a tierra firme y (1.41%) 0.04 km² es agua.

## Demografía
Según el censo de 2010, había 1046 personas residiendo en Odell. La densidad de población era de 357,08 hab./km². De los 1046 habitantes, Odell estaba compuesto por el 98.28% blancos, el 0.48% eran afroamericanos, el 0% eran amerindios, el 0.19% eran asiáticos, el 0% eran isleños del Pacífico, el 0.48% eran de otras razas y el 0.57% pertenecían a dos o más razas. Del total de la población el 1.53% eran hispanos o latinos de cualquier raza.